# Theodor Kohn
Theodor Kohn (22. března 1845 Březnice  – 3. prosince 1915 Ehrenhausen) byl sedmým arcibiskupem olomouckým (1892/3–1904). Byl první olomoucký arcibiskup prostého původu, navíc byl jeho dědeček narozený v židovské rodině. V roce 1904 byl přinucen k rezignaci.

## Život
Theodor Kohn měl židovské předky, ale již jeho dědeček konvertoval ke katolictví. Studoval na nižším gymnáziu ve Strážnici, poté nastoupil na kroměřížské piaristické gymnázium, kde složil maturitu v roce 1867. Po prázdninách nastoupil do arcibiskupského kněžského semináře v Olomouci. Na kněze byl vysvěcen 5. července 1871. V roce 1874 jej arcibiskup Bedřich z Fürstenberka jmenoval svým sekretářem a druhým ceremoniářem. Kohn úkoly spojené s těmito úřady zvládal i se souběžným studiem, v roce 1875 pak získal doktorát teologie. Byl uznávaným odborníkem v oblasti kanonického práva. V roce 1882 se stal Kohn mimořádným profesorem církevního práva a fundamentální teologie. Postupně se stal nepostradatelným spolupracovníkem stále více churavějícího arcibiskupa, který na něj v pozdních fázích svého života přenášel stále větší část své odpovědnosti. V roce 1883 jej jmenoval kancléřem.
Po smrti kardinála Fürstenberka jej olomoucká kapitula 8. listopadu 1892 zvolila jeho nástupcem na arcibiskupském stolci, papež ji potvrdil 10. ledna 1893. Vysvěcen na biskupa byl 5. února 1893 a 11. února 1893 uveden do úřadu. Jeho volba vzbudila velký rozruch — byl to Čech a prostý občan, což silně pobouřilo vídeňský dvůr a šlechtické kruhy, které navíc nelibě nesly i jeho židovský původ. Známý je mezi šlechtou oblíbený výrok, jehož autorství je připisováno předsedovi předlitavské vlády hraběti Eduardovi Taaffemu: Doufám, že je ten Žid alespoň pokřtěn.
Theodor Kohn se ukázal být dobrým hospodářem a významným mecenášem umění, dal do pořádku arcidiecézní hospodaření, které za jeho správy pravidelně končilo výrazným přebytkem, nechal opravit a upravit Arcibiskupský zámek v Kroměříži a Květnou zahradu. Obnovil chudinské fondy farností a podporoval řadu dalších sociálních projektů. Spolufinancoval založení Muzea Jana Amose Komenského v Uherském Brodě. Dne 25. ledna 1897 byl jeruzalémským patriarchou Ludovicem Piavim jmenován rytířem velkého kříže Řádu Božího hrobu.
Ostatní aspekty jeho působení však byly velmi kontroverzní. Arcibiskup se stal postupem času terčem útoků antikatolického tisku i části katolické veřejnosti, která mu vyčítala přílišnou pýchu a nadřazené chování. Nepřátelství vídeňského dvora též trvale komplikovalo jeho pozici. Arcibiskup postupně propadal stále větší nervozitě až neurvalosti a dostával se do ostrých sporů s kněžími, kteří podporovali tažení proti němu.
Nakonec se stal natolik podezíravým, že vedl proti těm, které považoval za své nepřátele, kázeňské postihy, aniž by si zajistil dostatečně průkazné důkazy. Jeho vzrůstající neschopnost udržet diecézi klidnou, sporné zákroky proti kněžím, jimž připisoval neposlušnost (byl mezi nimi i Karel Dostál-Lutinov, původně velký Kohnův obdivovatel a chráněnec), a neochota připustit si oprávněnost pokárání pocházejícího z papežského dvora nakonec vedly Svatý stolec, aby popřál sluchu jeho protivníkům a tlaku vídeňského dvora. Pobouření nadřízených i části veřejnosti vzbudilo vydání publikace Facta loquuntur nekriticky oslavující 10. výročí jeho působení v čele diecéze.
V prosinci 1903 byl povolán do Říma a v lednu 1904 zvláštní komise kardinálů nařídila Theodoru Kohnovi rezignovat a trvale opustit diecézi. Dne 14. března 1904 přijal papež Pius X. jeho dobrovolnou rezignaci a byl jmenován titulárním arcibiskupem pelusijským. Zbytek života prožil ve štýrském Ehrenhausenu, kde zakoupil zámek, ke kterému patřilo Eggenberské mauzoleum, v tomto mauzoleu byl uložen sarkofág s ostatky arcibiskupa Kohna.
V závěti odkázal 341.000 K na stavbu Vysoké školy v Olomouci. Dlouho se s výstavbou otálelo a po II. světové válce z této částky bylo zaplaceno několik málo cihel, ale únorovým pučem 1948 byla výstavba ukončena.[zdroj?]

## Odkazy

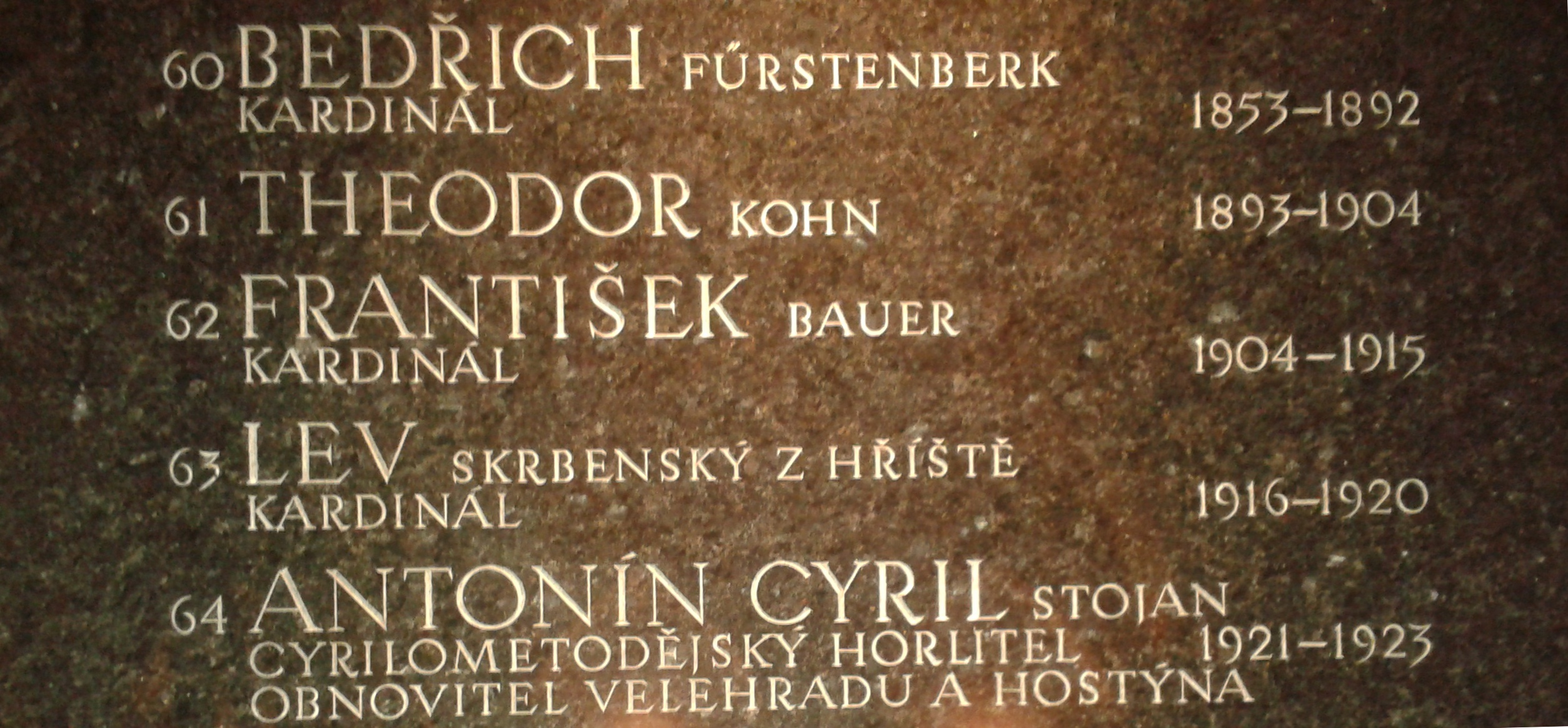
Jméno Theodora Kohna v seznamu olomouckých biskupů a arcibiskupů v zádveří katedrály sv. Václava